# شورش‌های ۱۹۶۹ گجرات
شورش‌های ۱۹۶۹ گجرات یا شورش‌های ۱۳۴۸ گجرات اشاره به نزاع‌های جمعی بین هندوها و مسلمانان از ۲۷ شهریور تا ۶ آبان سال ۱۳۴۸ (سپتامبر تا اکتبر ۱۹۶۹ میلادی) در شهر گجرات هند دارد. این درگیری اولین شورش بزرگی بود که در گجرات اتفاق می‌افتاد و شامل قتل‌عام، آتش افروزی و غارت در مقیاس گسترده می‌شد. این واقعه مرگبارترین درگیری بین هندوها و مسلمانان از زمان چندپارگی هند در سال ۱۳۲۶ بود و تا زمان وقوع شورش‌های ۱۳۶۸ باگلپور با همین ویژگی شناخته می‌شد.
براساس آمار رسمی ۶۶۰ نفر کشته، ۱۰۷۴ نفر زخمی و بیش از ۴۸۰۰۰ نفر اموال و دارایی‌های خود را در این درگیری از دست داده‌اند. گزارش‌های غیررسمی حاکی از این است که بیش از ۲۰۰۰ نفر در این درگیری کشته شده‌اند. جامعه مسلمان بیشترین خسارات را در این درگیری متحمل شده است. از ۵۱۲ فقره فوت اعلام شده در گزارش‌های پلیس، ۴۳۰ نفرشان مسلمان بوده‌اند. در جریان این شورش‌ها، اموال و دارایی‌هایی به ارزش ۴۲ میلیون روپیه نابود شدند که مقدار ۳۲ میلیون روپیه از این اموال متعلق به مسلمانان بوده است.  یکی از ویژگی‌های برجسته این درگیری، حمله به مسلمانان توسط همسایگان دالیت هندوی آنها بود که تا زمان وقوع این کشمکش روابط صلح آمیز خود را با مسلمانان حفظ کرده بودند.
این شورش‌ها در زمانی اتفاق افتاد که هیتندرا کانای‌یالال دسای رییس کنگره ملی هند، فرماندار گجرات بود. کمیسیون عالی عدالت که توسط دولت وی تشکیل شده بود، سازمان‌های ملی‌گرای هندو را در ایجاد این درگیری مقصر تشخیص داد. نویسندگان مختلفی علل این شورش‌ها را ترکیبی از عوامل اجتماعی-اقتصادی و سیاسی بیان کرده‌اند (پیشینه را در زیر ببینید). این درگیری در ۲۷ شهریور ۱۳۴۸ (۱۸ سپتامبر ۱۹۶۹ میلادی) بعد از حمله مسلمانان به چند تن از مرتاض‌های هندو و معبد آنان آغاز شد. دلیل حمله این بود که گاوهایی كه توسط مرتاض‌ها گله‌داری می‌شدند، به مسلمانان آسیب رسانده بودند. پس از آن هندوها در خانگاهی یك مسلمان را مورد ضرب و شتم قرار دادند، در نتیجه مسلمانان شاکی از این موضوع نیز دوباره به معبد آنان حمله كردند و این روند منجر به بروز درگیری گسترده‌ای شد. این آشوب‌ها از احمدآباد شروع شد و سپس به مناطق دیگر، به ویژه وادودارا، مهسانا، نادیاد، اناند و گندال کشیده شد. تا ۴ مهر ۱۳۴۸ (۲۶ سپتامبر ۱۹۶۹ میلادی)، این درگیری‌ها هنوز از کنترل خارج نشده بود، ولی از ۲۶ مهر تا ۶ آبان ۱۳۴۸ (۱۸ تا ۲۸ اکتبر ۱۹۶۹ میلادی) درگیری‌های خشونت آمیز بیشتری اتفاق افتاد.

## تاریخچه
طی دهه ۱۳۴۰ (دهه ۱۹۶۰ میلادی) تنش‌ها میان هندوها و مسلمانان در گجرات به طور چشمگیری افزایش یافت. بین سالهای ۱۳۴۰ تا ۱۳۵۰ (۱۹۶۱ تا ۱۹۷۱ میلادی)، ۶۸۵ مورد خشونت جمعی در مناطق شهری گجرات رخ داده است (بعلاوه ۱۱۴ مورد دیگر در مناطق روستایی). از ۶۸۵ مورد درگیری، ۵۷۸ مورد تنها در سال ۱۳۴۸ (۱۹۶۹ میلادی) رخ داده است.
از آنجا که احمدآباد به دو بخش مذهبی و کاست تقسیم شده بود، تا دهه ۱۳۴۰ از نظر درگیری‌های همگانی منطقه حساسی نبود. در دهه ۱۳۴۰، کارخانه نساجی این شهر تعداد زیادی از مهاجران را از مناطق دیگر ایالت استخدام کرد. لذا در طی سالهای ۱۳۴۰ تا ۱۳۵۰، جمعیت این شهر حدود ۳۸ درصد رشد کرد که نتیجه آن رشد سریع زاغه‌نشینی در بخش شرقی شهر بود. اگرچه از اواسط دهه ۱۳۴۰ به بعد، برخی از کارخانه‌ها تعدادی از کارگران خود را که واجد شرایط نبودند اخراج کردند و با این اقدام مشاغل به واحدهای کوچکتری در سورات تقسیم شدند. طی دهه ۱۳۴۰، هفت کارخانه بزرگ در احمدآباد تعطیل شد و حدود ۱۷۰۰۰ کارگر شغل خود را از دست دادند. در مقایسه با مسلمانان، هندوها سهم بیشتری از این کارگران را تشکیل می‌دادند. از آنجا که کارگران مسلمان محلی مهارت بیشتری در بافندگی داشتند لذا کارگران هندوی دالیت با حس عدم امنیت بیشتری روبرو می‌شدند. از این‌رو درگیری‌های خشونت آمیزی بین کارگران صنعت نساجی در محله‌های زاغه‌نشین شهر رخ می‌داد که اغلب طرفین این کشمکش‌ها دالیت‌های هندو و مسلمانان بودند.
عوامل در حال تغییر اجتماعی-اقتصادی نیز بر اوضاع سیاسی شهر تأثیر می‌گذاشت. کنگره ملی هند در حال فروپاشی بود و منجر به ایجاد تنش بین جناح‌های آن شده بود: سرانجام در سال ۱۳۴۸ کنگره به دو بخش  کنگره (O) و کنگره (I) تقسیم شد. در همین زمان، سازمان ملی‌گرای هندو راشتریه سویم سیوک سنگه (آراس‌اس) پایگاه‌های محلی خود را در مناطق شرقی شهر تأسیس کرد.
چند درگیری دیگر نیز منجر به افزایش تنش بین دو جامعه هندو و مسلمان در احمدآباد شد. در طول گردهمایی سه روزه‌ای که ۶ تا ۷ دی ۱۳۴۷ (۲۷ تا ۲۸ دسامبر ۱۹۶۸ میلادی) در مانیناگار برگزار شد، رییس حزب آراس‌اس اِم. اِس. گُلوالکار موضوع ایجاد یک راشترای هندو («ایالت هندو») را مطرح کرد. از طرفی در میان مسلمانان، سخنرانی‌های تحریک آمیزی در مراسمی که توسط شورای علمای مسلمان هند در خرداد ۱۳۴۸ (ژوئن ۱۹۶۹ میلادی) برگزار شده بود، ایراد شد.
شامگاه ۱۲ اسفند ۱۳۴۷ (۳ مارس ۱۹۶۹ میلادی)، یک افسر پلیس هندو گاری دستی‌ای که باعث ایجاد ترافیک در نزدیکی برج کالوپور شده بود را جابه‌جا کرد تا راه باز شود. در این میان نسخه‌ای از قرآن که روی این گاری دستی قرار داشت روی زمین افتاد و در نتیجه تعدادی از مسلمان که این واقعه را دیده بود از افسر پلیس هندو خواستند تا به خاطر این بی‌احترامی به قرآن عذرخواهی کند. چیزی نگذشت که افراد بیشتری جمع شدند و در اثر اعتراض خشونت آمیز آنها دوازده مامور پلیس مجروح شدند. در ۹ شهریور (۳۱ اوت میلادی)، مسلمانان شهر تظاهرات گسترده‌ای را برای اعتراض به  سوزاندن مسجدالاقصی واقع در اورشلیم، برگزار کردند. در ۱۳ شهریور (۴ سپتامبر میلادی) یک مامور مسلمان، ضمن پراکنده کردن جمعیتی که در حال برگزاری جشن راملیلا بودند، به میزی برخورد کرد. در اثر این برخورد، کتاب هندوها به نام رامایانا و یک سینی مقدس به نام آرتی روی زمین افتاد. بنا بر گفته هندوها آن مامور پلیس كتاب مقدس آنان را نیز لگد کرده بود. این واقعه منجر به اعتراض هندوها و تشکیل کمیته حفاظت از دین هندو (Hindu Dharma Raksha Samiti) توسط رهبران حزب آراس‌اس شد. کمیته حفاظت از دین هندو تظاهرات‌هایی را ترتیب داد که در آن شعارهای ضد مسلمان زیادی گفته می‌شد. بالراج مادوک رهبر جناح سیاسی بهاراتیا جانا سانگ هنگام بازدید از شهر در ۲۳ و ۲۴ شهریور (۱۴ و ۱۵ سپتامبر) سخنرانی‌های آتشینی ایراد کرد. حمله به چند مولای مسلمان که در حال ساختن مسجدی در دهکده اودهاو در نزدیکی شهر احمدآباد بودند نیز درگیری دیگری بود که در همین اثنا رخ داده بود.

## درگیری شهریور ماه
در ۲۷ شهریور ۱۳۴۸ (۱۸ سپتامبر ۱۹۶۹ میلادی) تعدادی از مسلمان در منطقه جمالپور شهر احمدآباد جمع شده بودند تا جشنواره محلی عرس را در مقبره یک قدیس صوفی (بوخاری صاحب چیلا) جشن بگیرند. هنگامی که مرتاض‌های (مردان مقدس هندو) متعلق به معبد جاگن‌نات که در همان اطراف قرار داشت، سعی داشتند تا گاوهای خود را با عبور از خیابانهای شلوغ به حیاط معبد برگردانند، چند زن مسلمان آسیب دیدند. همچنین گفته می‌شود که ازدحام گاوها باعث آسیب دیدن چرخ دستی‌های مسلمانان که با آن کالاهای خود را می‌فروختند، شده است. این اتفاق باعث شد که چند جوان مسلمان به مرتاض‌ها حمله کرده و آن‌ها را مجروح کنند و پنجره‌های معبد را نیز بشکنند. در پی این حادثه سِواداسجی، عالِم بزرگ (کشیش) این معبد هندو، به نشانه اعتراض اعتصاب غذا کرد، ولی پس از اینکه یک هیئت ۱۵ نفره مسلمان به سرپرستی اِی. اِم. پیرزاده به دیدار وی رفته و از او عذرخواهی کردند، از اعتصاب غذا دست کشید.
اگرچه پس از آن، یک مقبره مقدس متعلق به مسلمانان در نزدیکی آن معبد، توسط هندوها تخریب شد. در نتیجه تعداد زیادی از مسلمانان معترض در این مکان جمع شدند. بعدازظهر ۲۸ شهریور (۱۹ سپتامبر میلادی)، جمعیتی حدود ۲۵۰۰ تا ۳۰۰۰ نفر از مسلمانان دوباره به آن معبد حمله‌ور شدند. در پی این اتفاق شایعات گسترش یافت و خشونت‌ها بالا گرفت، در نتیجه چندین فقره آتش‌افروزی، قتل و حمله به اماکن عبادی در اطراف این منطقه رخ داد. مسلمانان در مناطق شرقی شهر و حومه آن شروع به فرار از خانه‌های خود و رفتن به مناطق امن‌تر کردند. چندین قطار که مسلمانان سوار آنها بودند، متوقف شده و مورد حمله قرار گرفت. در شامگاه روز ۲۸ شهریور حکومت نظامی اعلام شد و در روز بعد، ارتش برای جلوگیری از این درگیری‌ها وارد عمل شد.
از ۲۸ شهریور تا ۲ مهر (۱۹ تا ۲۴ سپتامبر میلادی)، ۵۱۴ نفر کشته شدند. طی این مدت تعداد ۶۱۲۳ باب خانه و مغازه، عمدتاً توسط هندوها مورد تخریب قرار گرفت. در بعدازظهر روز ۲۹ شهریور ۱۳۴۸ (۲۰ سپتامبر ۱۹۶۹ میلادی)، یک مرد جوان مسلمان که به خاطر تخریب اموال خود توسط هندوها عصبانی بود، اعلام کرد که انتقام خواهد گرفت. بعد از آن یک گروه از افراد خشمگین هندو او را گرفته و کتک زدند و از او خواستند فریاد بزند «درود بر جاگن‌نات». آن مرد مسلمان از این کار امتناع کرده و گفت ترجیح می‌دهد که بمیرد. به همین خاطر به رویش بنزین ریختند و او را آتش زدند تا بمیرد. در پی این حوادث، مراسم انتخاباتی که برای روز ۳۱ شهریور (۲۲ سپتامبر میلادی) برنامه‌ریزی شده بود به تعویق افتاد. وقتی در روز بعد پایان حکومت نظامی اعلام شد، در عرض ۳ ساعت دوباره ۳۰ نفر کشته شدند.
براساس تحقیقات کمیسیون عالی عدالت که توسط دولت کنگره برای بررسی این درگیری‌ها تشکیل شده بود، سازمان‌های ملی‌گرای هندو مانند آراس‌اس، انجمن عالی هندو و جان سانگ در این آشوب‌ها دست داشته‌اند.

## عواقب بعدی
با دستور دادگاه عالی آندرا پرادش، کمیسیون تحقیقی توسط وزارت خانه دولت گجرات تشکیل داده شد. این کمیسیون گزارشی را در سال ۱۳۵۰ (۱۹۷۱ میلادی) منتشر کرد که نقش پلیس در این شورش‌ها را زیر سوال می‌برد. این گزارش نشان می‌داد که در حدود شش مورد از اماکن مذهبی مسلمانان که تحت محافظت یا در مجاورت ایستگاه‌های پلیس قرار داشته‌اند، مورد حمله یا تخریب قرار گرفته‌اند. در مقابل، پلیس از خود دفاع کرده و ادعا داشت که چون نیروهایشان مشغول مهار کردن شورش‌ها در مکان‌های دیگر بودند، لذا این ایستگاه‌های پلیس قدرت لازم جهت محافظت از این مکان‌ها را نداشته‌اند. البته کمیسیون چنین بهانه‌هایی را از پلیس نپذیرفت، زیرا هیچ گزارشی از تخریب مکان‌های مقدس هندوها که در نزدیکی ایستگاه‌های پلیس قرار داشتند، وجود نداشت. در کل ۳۷ مسجد، ۵۰ مقبره مقدس، ۶ قبرستان (محل دفن مسلمانان) و ۳ معبد تخریب شدند.
روزنامه نگاری به نام اجیت بهاتتاچارجه پلیس را به عدم انجام «اقدامات مناسب طی سه روز اول» متهم كرد و اظهار داشت كه «این موضوع ربطی به کمبود نیرو ندارد، بلكه به سیاست کاری ربط دارد». یکی از رییسان ارشد کنگره که نام خود را اعلام نکرده در جواب این روزنامه‌نگار گفت که دولت آنها تمایلی به استفاده از زور ندارند، زیرا در صورت انجام چنین کاری ممکن است که در انتخابات بعدی رای نیاورده و قدرت را به نفع حزب جان سانگ از دست بدهند.
اعضای حزب بهاراتیا جانا سانگ این درگیری را انتقامی به خاطر قتل‌عام هندوها توسط اتحادیه مسلمانان در سال ۱۳۲۵ (۱۹۴۶ میلادی) خواندند. در ۴ مهر (۲۶ سپتامبر میلادی)، یک سازمان هندو به نام سانگرام سامیتی ادعا کرد که دولت دست نشانده کنگره از مسلمانان طرفداری می‌کند و در صدد است تا «تحت عنوان سکولاریسم مذهب هندوها را از بین ببرد». سازمانهای هندو ادعا می‌كنند كه پس از بی‌حرمتی صورت گرفته نسبت به قرآن در اسفند ماه ۱۳۴۷ (مارس ۱۹۶۹ میلادی)، مامور پلیس هندویی که این کار را کرده بود مجبور شد دو بار عذرخواهی كند، اما در زمان بی‌حرمتی به رامایانا کتاب هندوها در شهریور ۱۳۴۸ (سپتامبر ۱۹۶۹ میلادی)، «هنگامی که هندوها به همین شکل مورد توهین قرار گرفته بودند روزها طول كشید تا هر گونه اقدامی از طرف مسلمانان انجام شود».
بنا بر گفته نویسنده و فعال اجتماعی آچیوت یاگنیک، شورش‌های سال ۱۳۴۸ (۱۹۶۹ میلادی) نقطه عطفی در روابط هندوها و مسلمانان در گجرات بود که به کاهش سطح مدارای این دو قشر نسبت به یکدیگر انجامید و این موضوع در شورش‌های بعدی در سالهای ۱۳۷۱-۷۲ (۱۹۹۲-۹۳ میلادی) و ۱۳۸۰ (۲۰۰۲ میلادی) به خوبی قابل مشاهده بود. پس از درگیری‌های سال ۱۳۴۸، دولت شاهد افزایش سکونت مسلمانان در محله‌های اقلیت بوده است.
بر اساس گزارش هندوستان تایمز در سال ۱۳۹۰ (۲۰۱۱ میلادی)، این شورش‌ها برای بی‌اعتبار کردن فرماندار هیتندرا دسای «عمداً طرح‌ریزی شده» بوده، چون او به جای حمایت از رییس کنگره (I) ایندیرا گاندی، از رییس کنگره (O) مورارجی دسای حمایت می‌کرده است.